# 伊斯瓦雷萊鄉
44°3′N 25°48′E / 44.050°N 25.800°E
伊斯瓦雷萊鄉（羅馬尼亞語：Comuna Isvoarele, Giurgiu），是羅馬尼亞的鄉份，位於該國南部，由久爾久縣負責管轄，面積25平方公里，海拔高度41米，2011年人口1,751，人口密度每平方公里70人。